# Neil Gaiman
Neil Richard Gaiman (Anglia, Portchester, 1960. november 10. –) angol fantasy, képregény, sci-fi regényíró. Legjelentősebb munkája a The Sandman képregénysorozat, illetve a Csillagpor (Stardust), az Amerikai istenek (American Gods), a Coraline és A temető könyve (The Graveyard Book). Gaiman művei számos díjat elnyertek, köztük több Eisner-, Hugo-, Nebula- és Bram Stoker-díjat. Ő az első olyan író, aki ugyanazon alkotásáért nyert Newbery Medalt (2009) és Carnegie Medalt (2010).

## Életrajz
Neil Gaiman lengyel és más kelet-európai zsidó családtagok leszármazottja; dédnagyapja Antwerpenből emigrált 1914 előtt, nagyapja végül Hampshire-ben telepedett le, ahol élelmiszerboltláncot nyitott. Édesapja, David Bernard Gaiman, szintén az üzletláncban dolgozott; édesanyja, Sheila Gaiman (születési nevén Goldman), gyógyszerész volt. Neilnek két húga született, Claire és Lizzy. A család egy ideig Portchester mellett, Hampshire-ben élt, ahol Neil is született 1960-ban, majd 1965-ben West Sussexbe (East Grinstead) költöztek, ahol szülei a dianetika tanulmányozásába fogtak a Saint Hill Manor szcientológia központban. Továbbra is szoros kapcsolatban maradtak a zsidó vallással. Gaiman húga később azt nyilatkozta, hogy eléggé zavarba ejtő volt, amikor az emberek gyermekként a vallásáról kérdezték. Ő azt mondaná magáról, hogy zsidó szcientológus. Gaiman a saját állítása szerint nem szcientológus.
Gaiman már négyéves korára tudott olvasni. Erről így nyilatkozott: „Olvasó voltam. Szerettem olvasni. Az olvasás örömet okozott. Az iskolában nagyon jó voltam a legtöbb tárgyban, és nem azért, mert különleges adottságaim voltak, hanem azért, mert általában a tanév első napján megkaptuk a tankönyveket és én elolvastam őket – vagyis tudtam, mikor mi jön, mert már elolvastam.” Egy mű, ami igazán mély benyomást tett rá, J. R. R. Tolkien A Gyűrűk Ura című könyve volt az iskolai könyvtárban, bár a trilógiának csak az első két része volt meg. Állandóan kivette és elolvasta őket. Később, amikor elnyerte az iskola angol díját és olvasási díját, végre meg tudta venni a harmadik részt is.
Hetedik születésnapjára megkapta C. S. Lewis Narnia krónikái című könyvsorozatát. Később úgy emlékezett vissza, csodálta az írót az olvasóhoz intézett zárójeles megjegyzései miatt, melyekkel szinte beszélgetett olvasójával. Azt gondolta: „Ó, Istenem, ez nagyon jó! Én is ezt akarom csinálni! Amikor író leszek, én is használni szeretném ezt a zárójeles megoldást. Tetszett a zárójelbe tett dolgok ereje.” Másik gyermekkori kedvence volt Lewis Carroll Alice Csodaországban című meséje, melyet örök kedvencének nevezett. „Az Alice olyan alapolvasmány volt, melyet már kívülről tudtam.” Szintén nagy kedvencei voltak még gyermekként a Batman-képregények.
Neil Gaiman több angol egyházi iskolában tanult, köztük a Fonthill iskolában is East Grinsteadben, az Ardingly középiskolában 1970 és 1974 között, és a croydoni Whitgift iskolában 1974-től 1977-ig. Mivel édesapja a szcientológia egyházának PR hivatalnoka volt, a hétéves Neil nem járhatott fiúiskolába, abban az iskolában kellett maradnia, melybe korábban járt. Az East Grinstead-i iskolaigazgató nem engedte át előkészítő iskolába a szcientológus fiát addig, amíg a kultusz „nem tisztázza magát”. David Gaiman azokban a hetekben vált a brit szcientológia neves szószólójává, melynek egyik főhadiszállása East Grinsteadben volt. Gaiman 1965 és 1980, majd 1984 és 1987 között is még ugyanott élt. Első feleségével, Mary McGrathtal is ott találkozott, ahol Mary is a szcientológiát tanulta és apja East Grinstead-i házában lakott. 1985-ben házasodtak össze, miután megszületett első gyermekük, Michael.

## Szexuális visszaélésekkel kapcsolatos vádak
Neil Gaimant 2025 januárjáig nyolc nő vádolta meg szexuális visszaéléssel. Az író tagad és azt állítja, sohasem zaklatott senkit. Az egyik nő, aki Gaiman ötéves gyermekére vigyázott, azt nyilatkozta, a férfi felajánlotta neki, hogy fürödjön meg a kertjében található kádban, majd meztelenül csatlakozva hozzá szexuálisan bántalmazta.
Az írót megvádoló nők mindegyike valamennyire engedett Gaimannek, például azzal, hogy „mesternek” szólította. Gaiman képviselője korábban azt mondta, hogy: „...a szexuális lealacsonyítás, a rabság, a dominancia, a szadizmus és a mazochizmus talán nem mindenki ízlése szerint való, de beleegyező felnőttek között a BDSM törvényes”. A nők azt állítják, nem volt szó köztük beleegyezésről és BDSM-aktusokról sem, mielőtt azok megtörténtek volna.

## Írói munkássága

### Műfajok
Munkássága igen sok műfajt felölel. Főként regények, képregény és film forgatókönyvek, novellák, elbeszélő költemények, kisebb részben publicisztikai írások, életrajzok és tanulmányok töltik ki életművét.

### Irodalmi témái
Korai újságírói és non-fiction munkásságát leszámítva elsősorban a fantasztikus irodalom témáiban alkot. Leginkább fantasyszerzőként ismert, de Amerikai istenek és az Anansi fiúk című regényei egyértelműen a mágikus realizmus műfajába sorolandók. Néhány novellája kifejezetten a tudományos fantasztikus kategóriába tartozik, horror történetei pedig a természetfelettiből merítenek.
Több ifjúsági könyve is megjelent, szintén fantasztikus témákban.

### Irodalmi háttere
Gaiman munkáiban érezhető fiatalkori olvasmányainak, Clive Staples Lewis, J. R. R. Tolkien, Michael Moorcock, Ursula K. Le Guin, G.K. Chesterton, Douglas Adams, Ray Bradbury, James Branch Cabell, Lord Dunsany, Alan Moore, Samuel R. Delany, Roger Zelazny, Harlan Ellison, Howard Phillips Lovecraft, Thorne Smith, és Gene Wolfe műveinek hatása.
Több írásában angolszász/germán népmesei elemeket, klasszikus gyermekmeséket dolgoz fel. Bőségesen merít a világ mítoszainak kincsestárából is. Külön kiemelendő William Shakespeare hatása.
- Az Anansi fiúkban idézetek találhatók a Hamletből, és a cselekményben igen erős a hasonlóság a Macbeth-tel.
- A Sandman sorozatban maga Shakespeare is megjelenik, azon apropóból, hogy a Bárd két drámájában is az álmok előtt tiszteleg (Szentivánéji álom, A vihar).

### Korai évek, újságírás, életrajzok, tanulmányok
A nyolcvanas évek elején újságíróként dolgozott, interjúkat és könyvismertetéseket publikált. 1984-ben jelent meg a Duran Duran zenekart bemutató életrajzi munkája. Az évtized második felében jelent meg Don't Panic: The Official Hitchhiker's Guide to the Galaxy Companion című kötete, mely Douglas Adamsszel és a Galaxis útikalauz stopposoknak című művével foglalkozik. Ugyanebben az időben kezdődött együttműködése Terry Pratchett-tel az Elveszett Próféciák (eredeti cím Good Omens) című regényen.

### Szépirodalom
Termékeny szerző, számtalan novella, és költemény mellett, melyek java része az Angels and Visitations, a Tükör és füst (Smoke and Mirrors) és a Törékeny holmik (Fragile Things) kötetekben olvasható, két fantasy (Sosehol, eredeti cím: Neverwhere, Csillagpor, eredeti cím: Stardust) és két mágikus realista (Amerikai istenek, eredeti cím: American Gods, és Anansi boys) regényt és több ifjúsági kisregényt is megjelentetett. Sir Terry Pratchett-tel közösen írta az Elveszett próféciák című regényt.

### Képregények, képregény-kötetek
Képregény forgatókönyv-írói munkásságának kezdete szintén a nyolcvanas évek második felére tehető, amikor Dave McKean grafikussal két független sorozatot jelentetett meg (Violent Cases és Signal to Noise) és megkezdődött együttműködése a DC Comics kiadóval, ahol a későbbiekben világhírű Sandman sorozata is napvilágot látott 1987 és 1996 között. Itt írta a Hellblazer sorozat 27. számának forgatókönyvét. Az 1989-ben megjelent négyrészes The Books of Magic igen sok tekintetben a Harry Potter regények előképének tekinthető. Az 1990-es években, több év kihagyás után folytatta az Angliában népszerű Miracleman sorozatot. A sorozat a kiadó (Eclipse Comics) összeomlása miatt befejezetlen maradt. A Marvel Comics Marvel Univerzumában játszódó Marvel 1602 2003-ban látott napvilágot és 2005-ben elnyerte a képregény-köteteket jutalmazó Quill Díjat. 2006-ban újraindította a Marvel Comics Eternals sorozatát.

### Forgatókönyvek, adaptációk
Sosehol (eredeti cím: Neverwhere) című regénye eredetileg a BBC számára írt azonos című fantasy sorozat adaptációja. A Tükörálarc (eredeti cím: MirrorMask) című fantasy film 2005-ös premierje után négy díjat nyert el különböző filmfesztiválokon. Saját regényei közül a Coraline című gyermekkönyv animációs változata, a Coraline és a titkos ajtó című film forgatókönyvének elkészítésben is részt vett. Személyes barátságuknak köszönhetően az egyetlen író, aki a sorozat kitalálóján kívül forgatókönyvet írhatott J. Michael Straczynski Babylon 5 sorozatához (5. évad, A holtak napja című epizód). A Beowulf sagából Roger Avaryval közösen írta a Beowulf – Legendák lovagja című film forgatókönyvét, melyet 2007 novemberében mutattak be a filmszínházak. A Sandman-sorozathoz kapcsolódó képregény minisorozat, a Halál: Az élet mindig drága alapján írta a filmadaptáció forgatókönyvét, melyben Gaiman rendezőként is közreműködik majd. A film forgatásáról pontos információ nincs, egy 2009-es interjúban Gaiman úgy nyilatkozott, nem sok esélyt lát a megvalósításra, melynek legfőképpen a szerzői jogok állnak útjában. Az IMDb adatbázisában 2013-as bemutató dátummal szerepel a film., noha a mai napig nem valósult meg. Gaiman vezető producerként tevékenykedett a 2017-ben indult, Amerikai Istenek c. regényét feldolgozó, azonos című tévésorozat készítése során, valamint ő írta a 2019 és 2020 közt futó, a Terry Pratchettel közösen írt Elveszett próféciákból készített azonos című minisorozat forgatókönyvét, valamint vezető produceri feladatokat is ellátott.

## Érdekességek
- A Babylon 5 sorozatban szereplő egyik faj, a gaim-ek feje a Sandman sisakjára emlékeztet, nevük pedig egyértelműen az író nevére utal.
- Visszavonta az Anansi Boys Hugo-nevezését, hogy esélyt adjon a fiatalabb generációknak.
- Harry Potter kísérteties hasonlatosságát a The Books of Magic hőséhez nagyvonalúan annyival intézte el, hogy a fiatal varázsló tanoncnak igen sok előképe van az irodalomban. Továbbá határozottan elutasítja, hogy külső hasonlóságaikon és tehetségükön túl a két karakternek bármiféle köze lenne egymáshoz, lévén a történetek és azoknak világa teljesen különbözőek.[19]
- Egy cameoszerep erejéig szerepelt az Agymenők c. sitcomban (11. évad, 21. rész)

## Művei

### Regények
| Eredeti cím                                                         | Társszerző(k)                  | Magyar cím              |
| ------------------------------------------------------------------- | ------------------------------ | ----------------------- |
| Good Omens (1990)                                                   | Terry Pratchett                | Elveszett próféciák     |
| Neverwhere (1996)                                                   |                                | Sosehol                 |
| Stardust (1999)                                                     |                                | Csillagpor              |
| American Gods (2001) American Gods (2011, 10th anniversary edition) |                                | Amerikai istenek        |
| Coraline (2002)                                                     |                                | Coraline                |
| Anansi Boys (2005)                                                  |                                | Anansi fiúk             |
| InterWorld (2007)                                                   | Michael Reaves                 | Köztesvilág             |
| The Graveyard Book (2008)                                           |                                | A temető könyve         |
| The Silver Dream (2013)                                             | Michael Reaves, Mallory Reaves | Ezüst álom              |
| The Ocean at the End of the Lane (2013)                             |                                | Óceán az út végén       |
| Eternity's Wheel (2015)                                             | Michael Reaves, Mallory Reaves | Az örökkévalóság kereke |

### Egyéb művek
- Északi mitológia (Norse Mythology)

### Novelláskötetek
- Angels and Visitations (DreamHaven, 1993)
- Tükör és füst (Smoke and Mirrors) (1998)
- Törékeny holmik (Fragile Things) (2006)
- Stories: All New Tales (2011) – 27 képtelen történet, szerkesztő
- Felkavaró tartalom (Trigger Warning) (2015)

### Képregények
- Violent Cases (rajzolta Dave McKean, 1987)
- Black Orchid 1-3 (rajzolta Dave McKean, 1988)
- The Sandman 1-75 (különböző rajzolók, 1989–1996)
- Miracleman 17-24 (rajzolta Mark Buckingham, 1990–1993)
- Books of Magic 1-4 (rajzolta John Bolton, Scott Hampton, Charles Vess és Paul Johnson, 1990–1991)
- Halál: Az élet mindig drága 1-3 (rajzolta Chris Bachalo), 1994)
- The Tragical Comedy or Comical Tragedy of Mr. Punch (rajzolta Dave McKean, 1994)
- Alice Cooper: The Last Temptation 1-3 (rajzolta Michael Zulli, 1994)
- Death: The Time of Your Life 1-3 (rajzolta Chris Bachalo), 1997)
- Marvel 1602 1-8 (rajzolta Andy Kubert, 2003)

## Magyarul
- Tükör és füst; ford. Horváth Norbert et al., Beneficium, Budapest, 1999
- Neil Gaiman–Terry Pratchett: Elveszett próféciák. Agnes Nutter boszorka szép és pontos próféciái; ford. Horváth Norbert; Beneficium, Budapest, 1999
- Amerikai istenek; ford. Juhász Viktor, versford. Körmendi Ágnes; Szeged, Szukits, 2003
- Csillagpor; ford. Pék Zoltán; Agave Könyvek, Budapest, 2007
- Törékeny holmik; ford. Gálla Nóra et al.; Agave Könyvek, Budapest, 2008
- Sosehol; ford. Pék Zoltán; Agave Könyvek, Budapest, 2008
- Anansi fiúk; ford. Pék Zoltán; Agave Könyvek, Budapest, 2009
- Sandman. Az álmok fejedelme; szöveg Neil Gaiman, rajz Sam Kieth, Mike Dringenberg, Malcolm Jones, ford. Totth Benedek; Cartaphilus, 2009–2011
  - Prelűdök, noktürnök; 2009
  - A babaház; 2010
  - Álomország; 2010
  - Párák évszaka; 2011
- Coraline; ford. Pék Zoltán, ill. Dave McKean; Agave Könyvek, Budapest, 2009
- A temető könyve; ford. Pék Zoltán, ill. Dave McKean; Agave Könyvek, Budapest, 2010
- Farkasok a falban; ford. Pék Zoltán, ill. Dave McKean; Agave Könyvek, Budapest, 2011
- Tükör és füst. Novellák és illúziók; ford. Gálla Nóra et al.; Agave Könyvek, Budapest, 2011
- Az igazság egy barlang a fekete hegyen; in: 27 képtelen történet. Neil Gaiman és Al Sarrantonio antológiája. Mesék felnőtteknek; szerk. Neil Gaiman, Al Sarrantonio; Metropolis Media, Budapest, 2011
- Ne ess pánikba! Douglas Adams és a Galaxis útikalauz stopposoknak; ford. Holbok Zoltán, Márton Róza Krisztina; Akadémiai, Budapest, 2012
- Neil Gaiman–Terry Pratchett: Elveszett próféciák; ford. Horváth Norbert; 2. jav. kiad.; Agave Könyvek, Budapest, 2013
- Amerikai istenek; ford. Juhász Viktor, versford. Körmendi Ágnes; bőv. kiad.; Agave Könyvek, Budapest, 2013
- Óceán az út végén; ford. Pék Zoltán; Agave Könyvek, Budapest, 2013
- Szerencsére a tej; ford. Pék Zoltán; Agave Könyvek, Budapest, 2014
- Felkavaró tartalom. A nyugalom megzavarására alkalmas történetek; ford. Galamb Zoltán; Agave Könyvek, Budapest, 2015
- Kilátás az erkélyről. Válogatott írások; ford. Ballai Mária; Agave Könyvek, Budapest, 2016
- Neil Gaiman–Michael Reaves: Köztesvilág; ford. Pék Zoltán; Agave Könyvek, Budapest, 2016
- Neil Gaiman–Michael Reaves–Mallory Reaves: Ezüst álom. A New York Times bestseller Köztesvilág folytatása; ford. Farkas Veronika; Agave Könyvek, Budapest, 2016
- Északi mitológia; ford. Pék Zoltán; Agave Könyvek, Budapest, 2017
- Neil Gaiman–Michael Reaves–Mallory Reaves: Az örökkévalóság kereke. A New York Times bestseller trilógia befejező része; ford. Farkas Veronika; Agave Könyvek, Budapest, 2018
- Tükör és füst. Novellák és illúziók; ford. Gálla Nóra et al.; Agave Könyvek, Bp., 2011, 2017

### Képregények
- Négy fal (1990, Interprint; rajzoló: Dave McKean)
- Spawn 5. szám (1997. október, Semic Interprint; rajzoló: Todd McFarlane)
- Sandman, az Álmok Fejedelme – Prelűdök és noktürnök (2009, Cartaphilus; rajzolók: Sam Kieth és Mike Dringenberg)
- Sandman, az Álmok Fejedelme – A babaház (2010, Cartaphilus; rajzolók: Mike Dringenberg, Malcolm Jones III, Chris Bachalo, Michael Zulli, Steve Parkhouse)
- Sandman, az Álmok Fejedelme – Álomország (2010, Cartaphilus; rajzolók: Kelley Jones, Charles Vess, Colleen Doran)
- Sandman, az Álmok Fejedelme – Párák évszaka (2011, Cartaphilus; rajzolók: Kelley Jones, Mike Dringenberg, Malcolm Jones III, Matt Wagner, Dick Giordano, George Pratt, P. Craig Russell)
- Death. A teljes Halál-gyűjtemény; ford. Totth Benedek et al.; Fumax, Budapest, 2018
- Smaragdzöld tanulmány; szöveg Neil Gaiman, rajz. Rafael Albuquerque, ford. Limpár Ildikó; Fumax, Budapest, 2020
- Neil Gaiman DC-univerzuma; szöveg Neil Gaiman, Alan Grant, Mark Verheiden, ford. Galamb Zoltán; Fumax, Budapest, 2021
- A tények Miss Finch távozásának ügyében és más történetek; rajz. Michael Zulli, ford. Galamb Zoltán; Szukits, Szeged, 2022
- A mágia könyvei; rajz. John Bolton et al., ford. Limpár Ildikó; Fumax, Bp., 2022
- Marvel 1602; rajz. Andy Kubert, ford. Holló-Vaskó Péter; Fumax, Bp., 2023

## Díjak
- 1991 – A Midsummer Night's Dream – World Fantasy díj, Comics Buyer's Guide díj a kedvenc képregénynek
- 1991–1993 – Comics Buyer's Guide díj a kedvenc írónak
- 1994 The Sandman – Comics Buyer's Guide díj a kedvenc képregénynek
- 1990–1994 – Squiddy Award a legjobb írónak, illetve ugyanez a díj, mint az 1990-es évek legjobb írója
- 1999 – Csillagpor – Mythopoetic Award felnőtt irodalom kategóriában
- 2001 – Amerikai istenek – Bram Stoker-díj a legjobb regénynek
- 2002 – Amerikai istenek – Hugo-díj a legjobb regénynek, Nebula-díj a legjobb regénynek
- 2002 – Coraline – Hugo-díj a legjobb kisregénynek, Bram Stoker-díj a legjobb ifjúsági műnek
- 2003 – Coraline – Nebula-díj a legjobb kisregénynek
- 2004 – A Study in Emerald kisregény – Hugo-díj a legjobb novellánk
- 2005 – Marvel 1602, 1. rész – Quill awards Best Graphic Novel
- 2006 – Anansi fiúk – Mythopoetic Fantasy Award for Adult Literature
- 2008 – The Graveyard Book regény – Hugo-díj: legjobb regény,
- 17-szer nyerte el az Eisner-díjat különböző kategóriákban